# Aleksandr Nikolaevič Aksakov
Aleksandr Nikolaevič Aksakov, in russo Алекса́ндр Никола́евич Акса́ков? (Repievka, 27 maggio 1832 – San Pietroburgo, 4 gennaio 1903), è stato uno psicologo russo.
Nel 1874 fondò a Lipsia la rivista Psychische studien e nel 1881 sostenne la fondazione a Mosca del periodico Rebus.
È noto per i suoi studi sullo spiritismo e la metapsichica.

### Opere
- 1890 – Animismus und spiritismus